# Matteo Salvi
Pour les articles homonymes, voir Salvi.
Matteo Salvi (Sedrina, 24 novembre 1816 – Rieti, 18 octobre 1887) est un compositeur et metteur en scène italien.

## Biographie
Né dans la province de Bergame, Matteo Salvi a été un élève de Gaetano Donizetti. Il est surtout connu pour avoir complété la musique de l'opéra inachevé de Donizetti Le Duc d'Albe (Il duca d’Alba). Le livret a été traduit en italien Cette œuvre a été exécutée en public en 1882, quarante ans après le décès de Donizetti. Salvi est considéré comme l'auteur de l'aria pour ténor Angelo casto e bel de cet opéra, mais il a été aidé pour la reconstitution de la musique de Donizetti par d'autres compositeurs, dont Amilcare Ponchielli.

## Œuvres principales
- Messa: a voci sole con accompagnamento d’organo
- Cantata per soli e coro con orchestra: la gloria e la musica apoteosi di Mayr

### Œuvres lyriques
- La prima donna 1843; livret de Carlo Guaita.
- Lara, la Scala, 1843 avec Marietta Alboni; livret de Leopoldo Tarentini, dédié à Johann Simon Mayr.
- I Burgravi, la Scala, 1845; livret de Giacomo Sacchèro.
- Caterina Howard 1847; livret de Giorgio Giachetti.

## Source de la traduction
- (it) Cet article est partiellement ou en totalité issu de l’article de Wikipédia en italien intitulé « Matteo Salvi » (voir la liste des auteurs).